# Hanna Laslo
Hanna Laslo (tiếng Hebrew: חנה לסלאו), sinh ngày 14.6.1953, là một nữ diễn viên điện ảnh và diễn viên hài kịch người Israel, đã đóng vai chính trong các phim và các shows giải trí.

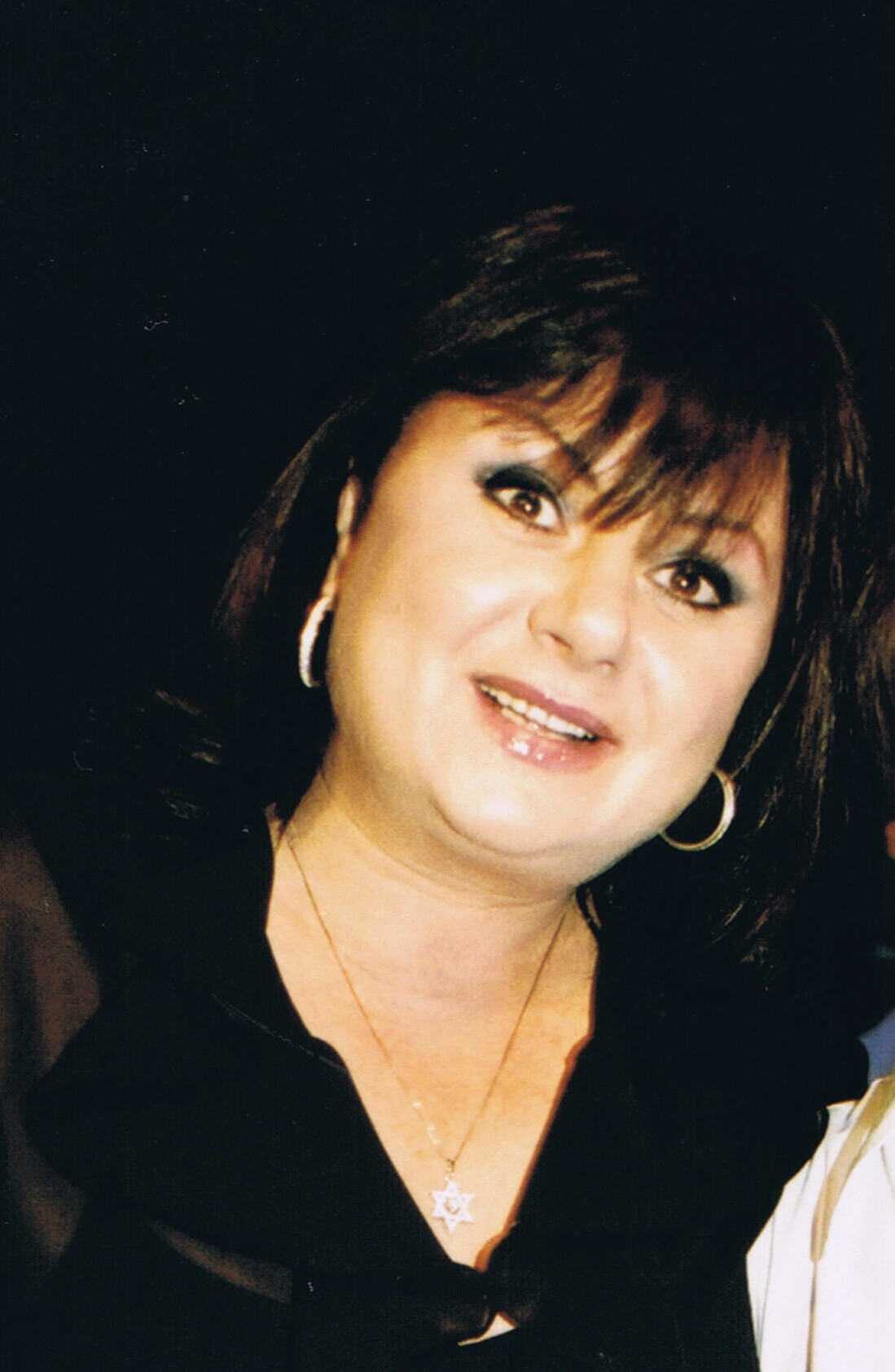

Laslo lớn lên ở thành phố cảng Jaffa và đã phục vụ trong đội nhạc miền nam của quân đội Israel trong các năm 1972-1973.
Trong các thập niên 1980 và 1990, chị nổi tiếng về các vai diễn trong các kịch vui, như các vai 'Grandmother Zapta' và 'Clara the cleaning woman', diễn tại các rạp hát và chiếu trên truyền hình Israel.
Laslo đã diễn xuất trong nhiều phim của Israel như:
- 1975: Giv'at Halfon Eina Ona
- 1977: Hatzilu Et HaMatzil (Rescue the Lifeguard)
- 1978: Belfer
- 1978: Millioner Betzarot
- 1981: Am Yisrael Hai
- 1983: Kuni Leml B'Kahir (Kuni Leml in Cairo)
- 2003: Alila
- 2005: Free Zone
- 2008: Shiva
- 2008: Adam Resurrected

Năm 2004, chị làm người điều khiển chương trình Trò chơi truyền hình "The Weakest Link" phiên bản Israel của truyền hình Anh.
Năm 2005, Laslo đoạt giải cho nữ diễn viên xuất sắc nhất (Liên hoan phim Cannes) cho vai diễn trong phim "Free Zone" của đạo diễn Amos Gitai.